# Desaiha
Desaiha (stiliserat DESAIHA), var ett visual kei-band från Södertälje bestående av Fredrik Holmlund, Marcus Jonsson och Adrian Dolata. Bandet hade Keios Entertainment som skivbolag och Yohio som skivbolagschef.

## Historik
Redan 2012 upptäcktes Desaiha av Yohio och bandet fick skivkontrakt med Keios Entertainment med Yohio som skivbolagschef. Då bestod bandet endast av gitarr och basgitarr.
Bandet spelade tillsammans med Yohio i Melodifestivalen 2013 och framförde låten "Heartbreak Hotel". Året därefter framförde de "To The End" i Melodifestivalen 2014. Efter att de deltagit i Melodifestivalen två år i rad så gjorde bandet sitt första släpp av debutsingeln "Castiel". Bandet gjorde sin första spelning efter Melodifestivalen tillsammans med Yohio på Annexet den 5 oktober 2013.
Bandet splittrades i början av 2015.

## Bandmedlemmar
- Fredrik Holmlund
- Marcus Jonsson
- Adrian Dolata

## Diskografi
Singlar
- 2012 – "Wisteria" (demosingel)
- 2014 – "Castiel"